# Aline Fiona Miller
Aline Fiona Miller é professora de Engenharia Biomolecular na Universidade de Manchester. Ela se especializou na caracterização de polímeros, biopolímeros e peptídeos, utilizando espalhamento de nêutrons e raios-x, bem como no desenvolvimento de nanoestruturas funcionalizadas para medicina regenerativa e testes de toxicologia.

## Vida pessoal
Miller é casada com Alberto Saiani, cientista de materiais da Universidade de Manchester. Eles têm três filhos.